# Маркаколь
Маркако́ль (каз. Марқакөл, Marqakól) — озеро в Восточном Казахстане.

## Этимология
Название озера Маркаколь состоит из тюркских слов коль — «озеро» и марка — «жерех», то есть озеро можно перевести как «жереховое озеро». Известно также использование Марка в качестве личного имени.

## Исторические сведения
Первые исследования в районе озера были проведены после присоединения этой территории к Российской Империи экспедицией К. В. Струве и Г. Н. Потанина в 1863 году. В начале XX века на побережье озера были образованы 8 поселений выходцами из центральной России, Сибири и Эстонии.
В 1976 году озеро вошло в состав вновь созданного Маркакольского заповедника.

## Гидрография
Маркакольская котловина окаймлена горными хребтами Курчумским и Азутау. На северо-востоке она сочленяется с Бобровской впадиной, а на юго-западе по реке Калжыр имеет выход в Зайсанскую долину. Озеро расположено на высоте 1447 м над уровнем моря, имеет овально-вытянутую форму и простирается с северо-востока на юго-запад. Побережье местами заросло лесом или обрываются скалами, кое-где покрыто лугами. Длина озера — 38 км, ширина — 19 км, площадь — 455 км², длина береговой линии — 106 км, глубина в среднем — 14,3 м, максимальные глубины — 24-27 м. В озёрной чаше содержится 6,5 км³ воды. Площадь водосбора составляет 1180 км². Всего в озеро впадает 50 водотоков, основными являются Тополевка, Тихушка, Еловка, Карабулак, Жиренька. Из озера вытекает единственная река Калжыр.
Вода в Маркаколе очень прозрачная. Цветовая гамма озера Маркаколь разнообразна: от синего или голубого в ясную погоду, до серо-чёрного, серебристого при перемене погоды. Состояние водного зеркала в течение суток меняется множество раз. Вода в озере ультрапресная, очень мягкая, слабо-кислая, относящаяся к гидрокарбонатному классу, кальциевой группе. Озеро на зиму замерзает. Начало ледостава отмечается со второй декады октября, средняя дата — 20 ноября. На зиму остаётся незамёрзшим исток реки Калжыр, а в тёплые зимы и русла некоторых горных рек, впадающих в озеро Маркаколь. Толщина льда достигает 60-120 см.

## Геология
Происхождение озера Маркаколь связывается с одной из ледниковых фаз четвертичного периода альпийского тектонического цикла, когда в результате поднятий и разломов сформировалась своеобразная система современных хребтов и межгорных впадин, подвергшихся затем воздействию оледенения, следы которого хорошо выражены на водораздельных частях Курчумского хребта.
Район сложен метаморфизированными породами, прорванными мощными жильными телами основных базальтоидных пород и небольшими массивами щелочных гранитов. Ближе к горам на их склонах растут высокоствольные лиственницы.

## Фауна
Озеро богато рыбой: ускуч (ленок), пескарь, хариус, голец.
Предпринималось несколько попыток поселить в озере форель - но здесь ей не нравилось, и она уходила в реку Кальджир.
Орнитофауна побережья насчитывает 258 видов птиц. В прибрежных лугах гнездятся гагары, поганки, утки, чайки и кулики. В лесах вокруг озера встречаются рябчики, тетерева, глухари и куропатки.

## Климат
Климат в этой части страны резко континентальный. Зима суровая, многоснежная, температура достигает до −55 градусов по Цельсию. Среднегодовая температура −4,1 градуса по Цельсию (самая низкая на Южном Алтае). Летом температура воздуха поднимается до 29 градусов по Цельсию. Средняя суточная температура выше 0 градусов длится 162 дня, ниже 0 градусов — 203 дня.

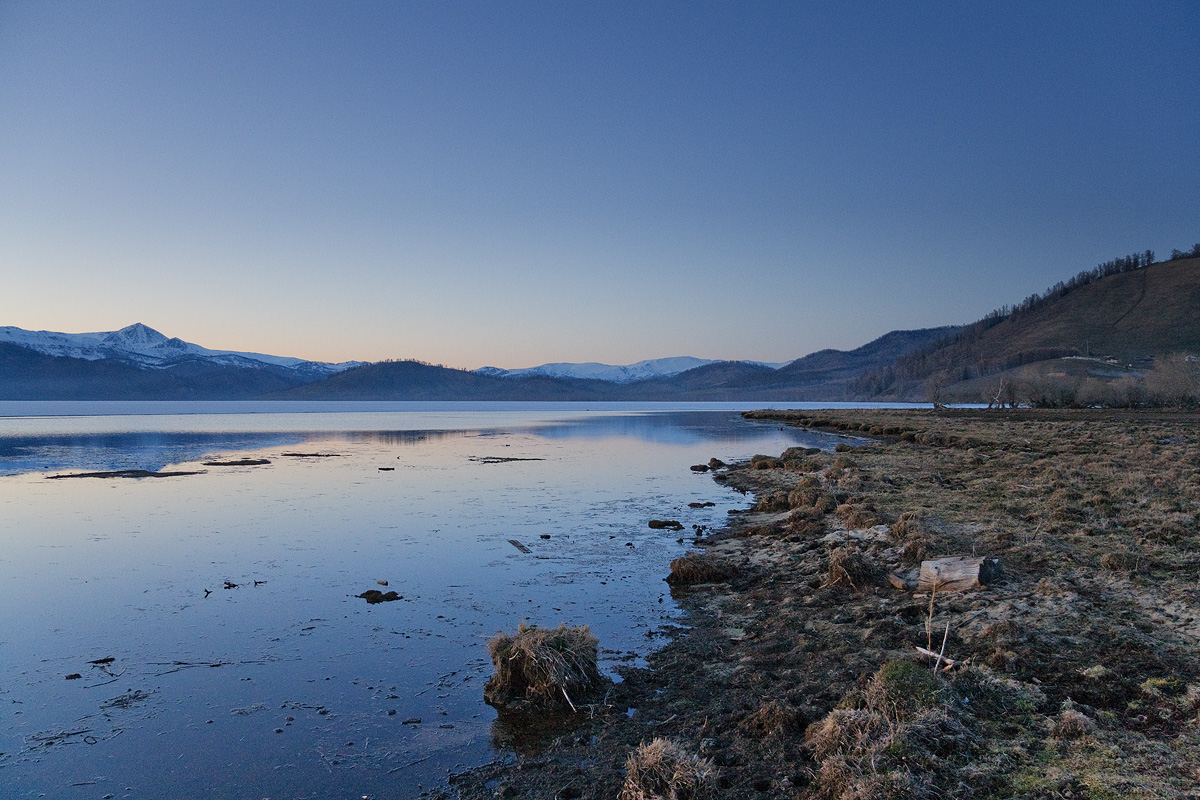
оз. Маркаколь
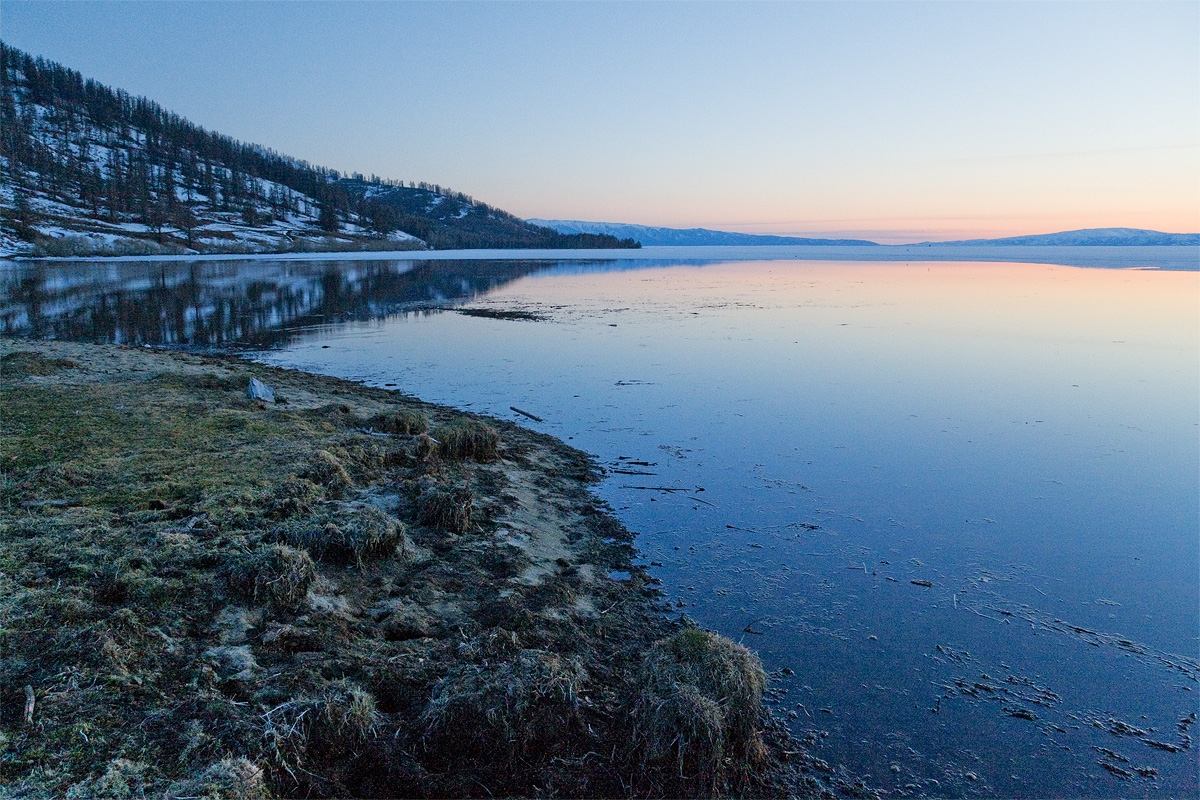
оз. Маркаколь
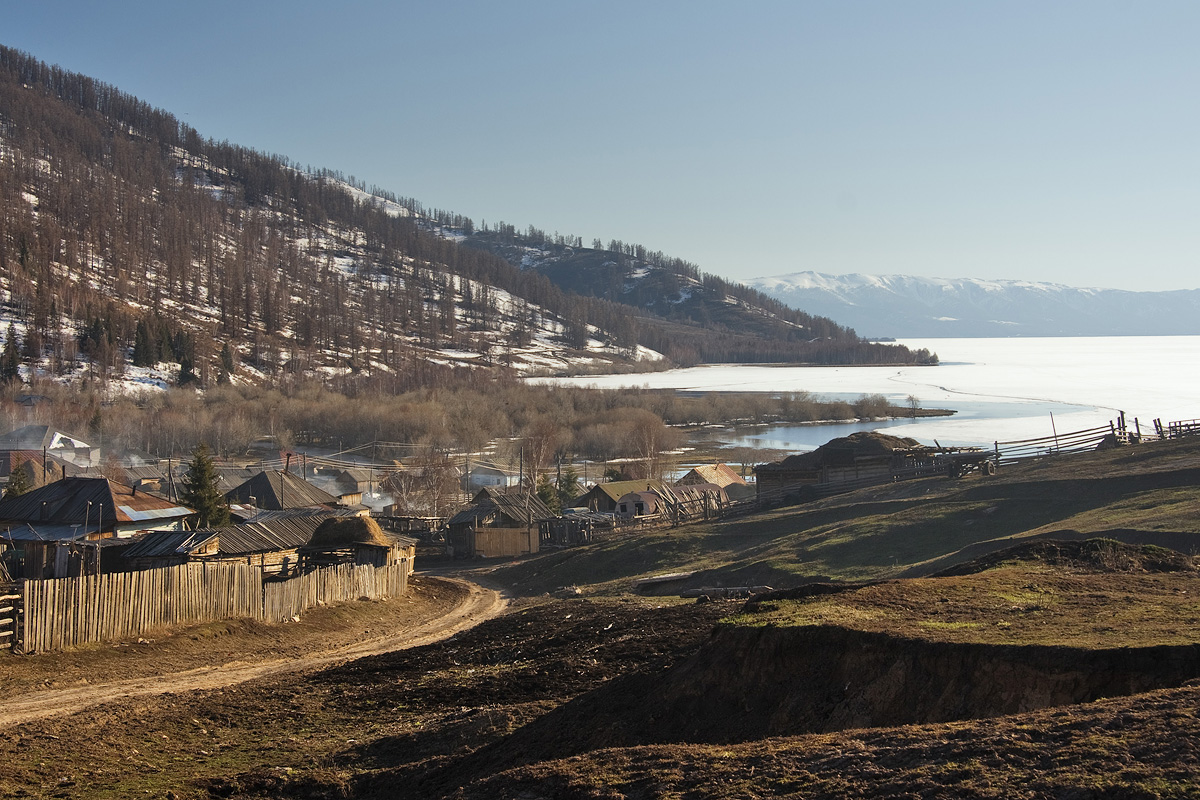
Село Урунхайка на восточном берегу озера
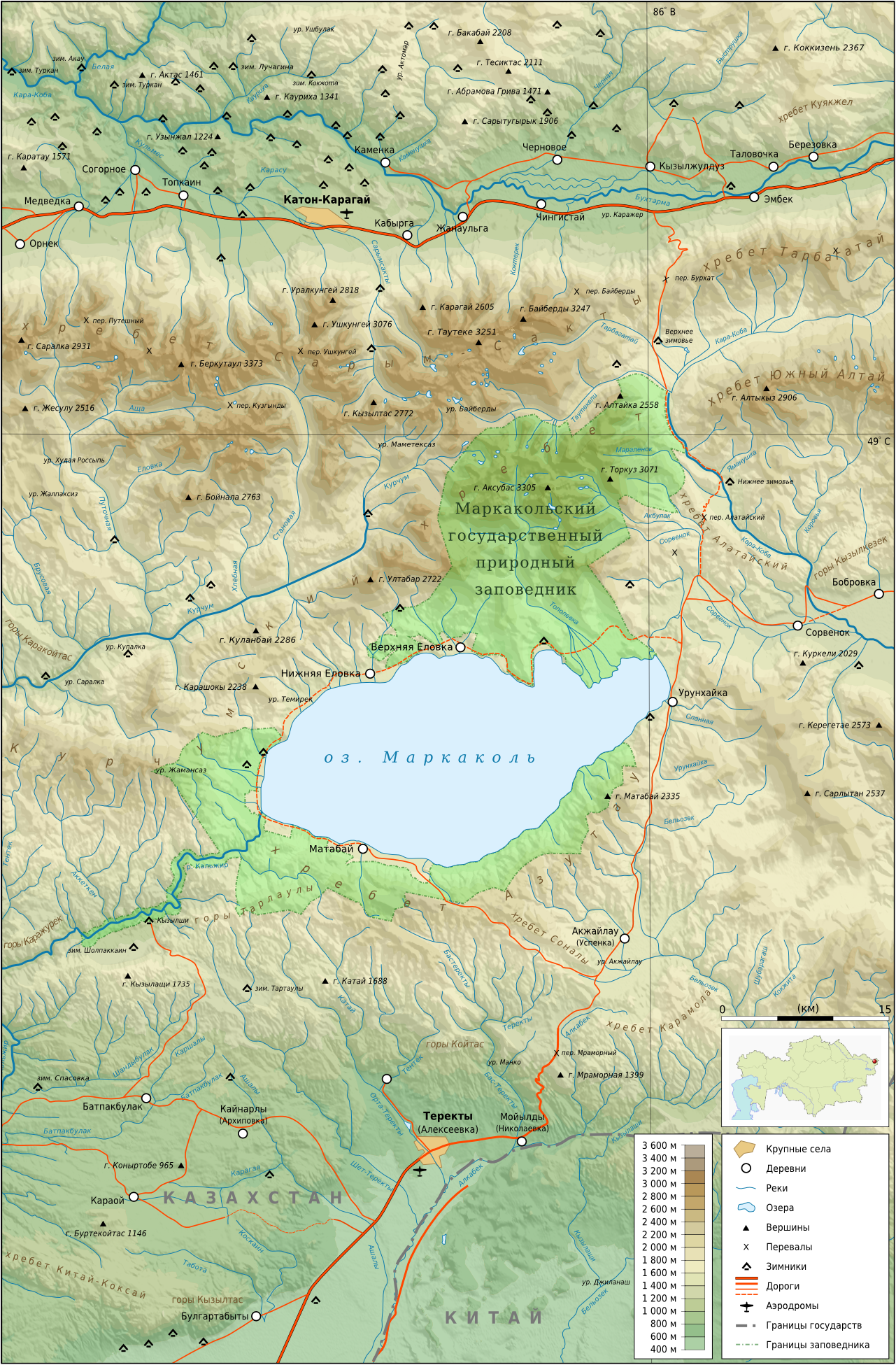
Карта Маркакольского заповедника и его окрестностей